# Fabliau

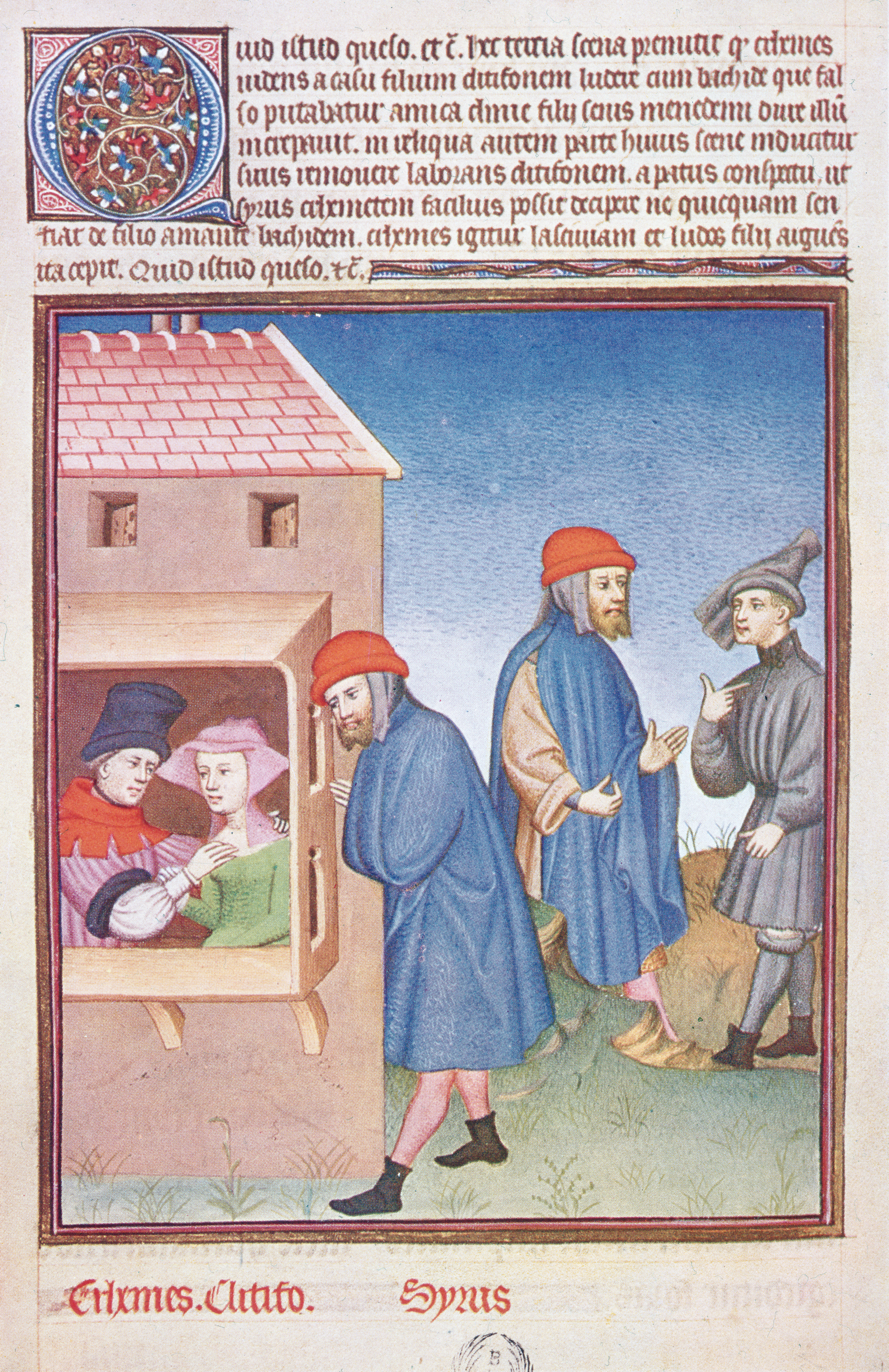

Dans la littérature française du Moyen Âge, un fabliau (du picard, lui-même issu du latin fabula qui donna en français « fable », signifie littéralement « petit récit ») est une petite histoire simple et amusante, définie par Joseph Bédier comme « un conte à rire en vers ». Sa vocation est de distraire ou faire rire les auditeurs et lecteurs, mais il peut prétendre offrir une leçon morale, parfois ambiguë.

## Définition
Un fabliau est un court récit populaire du Moyen Âge, parfois en vers, le plus souvent satirique. Il commence généralement par une phrase d'introduction du narrateur et se termine par une morale.
Même s'il comporte une visée morale, celle-ci n'est souvent qu'un prétexte. Les fabliaux visent la plupart du temps surtout à faire rire. Pour cela, ils recourent à plusieurs formes de comiques :
- comique de gestes : coups de bâton, chutes…
- comique de mots : répétitions, patois, jeu de mots, expression à double sens, quiproquo…
- comique de situation : le trompeur trompé, renversement de rôles maître-valet, mari-femme…
- comique de caractère : crédulité, hypocrisie, gloutonnerie…

Ils comportent très souvent une satire sociale, qui concerne  de façon récurrente les mêmes catégories sociales : les moines, les vilains (paysans), les femmes.

## Histoire
Au début du XXe siècle, le philologue français Joseph Bédier estimait à près de 150 ces récits écrits entre 1159 et 1340, en majorité dans les provinces du nord-Picardie, Artois et Flandre. Une partie de leurs sujets appartient au patrimoine de tous les pays, de tous les peuples et de toutes les époques ; certains sujets sont apparus spécifiquement en Inde ou en Grèce; mais la plus grande quantité de ces fabliaux est née en France, ce que prouvent soit les particularités des mœurs décrites, soit la langue, soit les indications de noms historiques ou encore d'événements.
Les auteurs en sont des clercs menant une vie errante, clercs gyrovagues ou clercs goliards, des jongleurs, parfois des poètes ayant composé d'autres façons, des poètes-amateurs appartenant à des ordres différents du clergé. Dès lors, bon nombre de fabliaux sont anonymes et, si nous connaissons certains auteurs par leur nom, c'est là que se limite notre science. Les plus connus sont Rutebeuf, Philippe de Beaumanoir, Henri d'Andeli, Huon le Roi, Gautier le Leu, Jean Bodel.
Le public auquel s'adressaient les auteurs des fabliaux appartenait surtout à la bourgeoisie (même si parfois ces fabliaux pénétraient la haute société). C'est pourquoi leur conception du monde reflète majoritairement l'esprit de la bourgeoisie. Dans la forme des fabliaux on ne trouvera ni perfection, ni variété : la versification est monotone avec ses vers octosyllabiques disposés par deux (ou encore disposés de la manière la plus simple), les rimes sont plates et souvent incorrectes et le style tend vers la négligence voire la grossièreté. Ce qui caractérise le récit c'est la concision, la rapidité, la sécheresse, et l'absence de tout pittoresque. Pour donner aux fabliaux une certaine dignité littéraire on ne trouve que la rapidité dans l'action et la vivacité des dialogues.

## Lectures

### Satire et morale
Les fabliaux poussent souvent la grossièreté jusqu'au cynisme et à l'obscénité. Dans leur grande majorité, les sujets se réduisent à représenter des aventures amoureuses chez des femmes de la bourgeoisie ou du monde rural avec des curés de campagne ou des moines gyrovagues. La plupart du temps, c'est le mari qui est le dindon de la farce mais il arrive que ce soit le curé, dont il se venge. On ne dédaigne pas de nous décrire des ruses visant à se procurer tel ou tel bien, même chez des voleurs (Trois Larrons), ou plus noblement avec Le Vilain qui conquit paradis par plait.
Passent devant nous, représentés le plus souvent de façon comique, des représentants des diverses classes sociales, à majorité des prêtres, mais aussi des vilains et des bourgeois, alors que rares sont les personnages qui proviennent du monde des chevaliers et des puissants. Quelques fabliaux viennent à mettre en scène le sacré, voire les apôtres et Dieu lui-même, sans que ces personnages, traités sur un mode familier et comique, aient droit à un respect particulier (Saint Pierre et le Jongleur, Les Quatre Souhaits saint Martin etc.). En revanche, un fond de morale chrétienne dénué de toute référence au culte les imprègne parfois (Merlin Merlot, La couverture, L'ange et l'ermite).
D'un autre côté, face à la puissance grossière de l'argent, on proclame pour la première fois le principe que la ruse ou l'esprit constituent une vraie force (miex fait l'engein que ne fait force). Plusieurs auteurs enfin jouent le rôle de défenseurs des vilains opprimés en critiquant leurs oppresseurs (chevaliers, membres du clergé et fonctionnaires royaux) en faisant valoir les droits de la personne humaine et en condamnant les préjugés de caste (Constant du Hamel).
Ces caractéristiques font des auteurs de fabliaux, en plus des auteurs du Roman de la Rose (Guillaume de Lorris & Jean de Meung ou Meun) et du Roman de Renart (pour beaucoup anonymes), les précurseurs de la Renaissance. Certains fabliaux, comme Le vair palefroi de Huon le Roi et La Bourse pleine de sens de Jean le Galois, défendent énergiquement la femme contre ceux qui la critiquent. On peut expliquer cette attitude peut-être par les relations qu'avaient ces auteurs avec la chevalerie et son culte de la féminité.
Les sujets de plusieurs fabliaux inspirèrent par la suite Boccace et son Décaméron, qui sut introduire l’art dans l’exposition et l’élégance dans le style. Les fabliaux devaient influencer La Fontaine dans ses Contes et Balzac dans ses Contes drôlatiques. Le fabliau Le Vilain mire, a fourni à Molière le sujet du Médecin malgré lui.

## Exemples de fabliaux
- Le Conte de Richeut
- Le larron qui embrassa un rayon de lune
- Le paysan de Bailleul, par Jean Bodel[1]
- Haimet et Barat, par Jean Bodel[2]
- Baillet le savetier ou le prêtre au lardier[3]
- Le boucher d'Abbeville, par Eustache d'Amiens[4]
- Le prêtre et le loup[5]
- Le Curé  qui mangea des mûres lire en ligne sur Gallica
- La Vieille qui graissa la patte au chevalier lire en ligne sur Gallica
- Frère Denise lire en ligne sur Gallica
- Estula[6]
- Les Perdrix[7]
- La mal(l)e Honte, par Huon de Cambrai[8]
- Le prêtre crucifié[9]
- Le Vilain mire[10] (texte disponible sur Wikisource)
- Le Vilain devenu médecin
- Le prêtre teint, par Gautier Le Leu[11]
- Le moine sacristain[12]
- Boivin de Provins, par Boivin[13]
- Estormi, par Huon Piaucele[14]
- Les tresses[9]
- Le Tombeur Notre-Dame de Gautier de Coincy[15]
- La Housse partie[16]
- Les Trois Aveugles de Compiègne, par Courtebarbe[17]
- La dame qui fit trois fois le tour de l'église, par Rutebeuf[18]
- Le Chevalier qui fit les cons parler[19] (traduction de Jean-Max Sabatier)
- Merlin Merlot ou Du vilain qui devient riche et puis pauvre[20]
- L'Ange et l'Ermite[21]
- Le Chevalier au barizel[22]
- Li sohaiz desvez (Le souhait réprimé) par Jean Bodel[23]
- La Demoiselle qui ne pouvait pas entendre parler de foutre[24]
- Brunain la vache au prêtre, de Jean Bodel[25] (texte disponible sur Wikisource)
- De Gombert et les deus clers, de Jean Bodel[26]
- Les Trois Bossus[27]
- Le prêtre qui eut une mère malgré lui lire en ligne sur Gallica
- Le Prudhomme qui sauva son compère[28]
- Le Testament de l’âne de Rutebeuf[29]
- Le Cupide et l'Envieux de Jean Bodel[30]
- Du jongleur qui alla en enfer lire en ligne sur Gallica
- Du vilain qui conquit le paradis par plaid lire en ligne sur Gallica
- De l'enfant qui fut remis au soleil

## Études critiques
Marcel Laurent et Réné Bouscayrol ont étudié le thème des Perdrix dans un ouvrage qui a obtenu 3 prix littéraires. Les Perdrix d'Amable Faucon traite les variantes de trois textes: de l'auteur médiéval, de l'abbé Grécourt, du poète riomois Amable Faucon. Un article paru dans Les Amitiés Riomoises & Auvergnates (no 11 octobre 1897) aborde un quatrième texte, du cantalien Arsène Vermenouze.

## Sources de l'article russophone
- A. de Montaiglon et G. Raynaud, Recueil général et complet des fabliaux des XIIIe et XIVe siècles. Paris. Librairie des Bibliophiles. 1872-1890. 6 tomes,
- Joseph Bédier. Les Fabliaux. Étude de littérature populaire et d'histoire littéraire du Moyen Âge. Quatrième édition, revue et corrigée. Paris, H. Champion, 1925.